# Calico M960
La Calico M960 es una carabina semiautomática (las versiones automáticas están disponibles únicamente para fuerzas policiales y militares), calibre 9 mm y fabricada por Calico Light Weapons Systems. 

## Descripción
Entre sus características figuran su cargador cilíndrico de alimentación helicoidal con alta capacidad y culata retráctil. Este método permite cargadores con capacidad de 50 y 100 cartuchos en un espacio pequeño. El alza de la Calico M960 forma parte del cargador.